# Eduard Rosenstock
Eduard Rosenstock, född den 2 juni 1856 i Frankenberg, död den 29 maj 1938 i Gotha, var en tysk botaniker.
Auktorsnamnet Rosenst. kan användas för Eduard Rosenstock i samband med ett vetenskapligt namn inom botaniken; se Wikipediaartiklar som länkar till auktorsnamnet.
|  | Wikispecies har information om Eduard Rosenstock. |